# Elferköpfl
Das Elferköpfl ist ein kleiner Gratgipfel des Estergebirges in den Bayerischen Alpen. Der kleine felsige Aufbau erhebt sich nur wenige Meter aus den ansonsten eher gleichförmigen Nordhängen  unterhalb des Zwölferköpfls.
Der abgelegene Gupf ist von Eschenlohe über Steige erreichbar.